# Jaime Pajarito
Jaime Pajarito (* 12. April 1955 in Tonalá, Jalisco) ist ein ehemaliger mexikanischer Fußballspieler auf der Position des Stürmers.  

## Leben

### Verein
Pajarito begann seine Profikarriere bei Atlas Guadalajara, bei dem er zwischen 1976 und 1980 unter Vertrag stand. Anschließend wechselte er zum Stadtrivalen Chivas, bei dem er von 1980 bis 1984 ebenfalls vier Jahre unter Vertrag stand. Dort erlebte er gleich in seiner ersten Saison 1980/81 die erfolgreichste Zeit seines Stürmerdaseins. Denn in jener Saison erzielte er insgesamt 24 Tore und davon allein sieben in den Spielen gegen den Club Universidad Nacional: bei der 3:5-Niederlage seiner Mannschaft im Estadio Olímpico Universitario am 30. November 1980 gelangen ihm alle drei Treffer und beim 5:1-Sieg im heimischen Estadio Jalisco am 12. April 1981 schlug er viermal zu. Mit seinen insgesamt 56 Treffern, die er für die Chivistas erzielte, gehört Pajarito zu den erfolgreichsten Torschützen in der Geschichte des Club Deportivo Guadalajara.
Nach einem einjährigen Wechsel zu den Tigres de la UANL kehrte er 1985 zu Chivas zurück und gewann mit ihnen den Meistertitel der Saison 1986/87. 

### Nationalmannschaft
Durch seine 24 Treffer, die er in der Saison 1980/81 erzielte, ließ eine Berufung in die  mexikanische Nationalmannschaft nicht lange auf sich warten. Sein Debüt feierte er in einem am 23. Juni 1981 ausgetragenen Testspiel gegen Spanien (1:3), in dem er in der 59. Minute für den Stürmerkollegen Ricardo Castro eingewechselt wurde. Seine weiteren drei Länderspieleinsätze absolvierte er im Rahmen der Qualifikationsspiele zur WM 1982. Hier kam er im November 1981 in drei Spielen der in Tegucigalpa ausgetragenen CONCACAF-Endrundengruppe zum Einsatz, die die Mexikaner mit einem enttäuschenden dritten Rang abschlossen und somit die WM-Qualifikation verpassten. Pajarito bestritt die letzten vier Spielminuten gegen El Salvador (0:1), 22 Minuten gegen Haiti (1:1) sowie das komplette Spiel gegen Kanada (1:1).

### Spätere Tätigkeit
Pajarito arbeitet heute als Koordinator im Nachwuchsbereich seines Exvereins Chivas Guadalajara.

## Erfolge
- Mexikanischer Meister: 1986/87